# Reglas de Bangkok
Las reglas de las Naciones Unidas para el tratamiento de las reclusas y medidas no privativas de la libertad para las mujeres delincuentes o Reglas de Bangkok, fueron aprobadas por la Asamblea General de las Naciones Unidas el 21 de diciembre del 2010.
Anteriormente a las imputadas por algún delito se les aplicaban las «Reglas mínimas para el tratamiento de reclusos», conocidas como  Reglas Mandela.  Sin embargo, estas revelaban la falta de atención que hasta entonces se le hacía a la comunidad reclusa femenina, como: las pocas cárceles y su ubicación alejada de su lugar habitual de residencia, cuidado de menores que residen fuera y dentro de la cárcel, una situación de mayor vulnerabilidad de las mujeres a ser objetos de abusos psicológicos y físicos, ausencia de programas y sesiones de cuidado mental o una mayor estigmatización.

## Antecedentes
En la resolución de las Reglas Bangkok se resumen las acciones pasadas realizadas por diferentes organismos de la comunidad internacional con relación a las mujeres en condición de privación de libertad. Entre las principales se encuentran:
1. Las reglas y normas de las Naciones Unidas en materia de prevención del delito y justicia penal relacionada al tratamiento de los reclusos: normas mínimas que los Estados deben cumplir respecto al trato con los reclusos.[4]
2. Reglas mínimas de las Naciones Unidas sobre las medidas no privativas de la libertad (Reglas de Tokio): dirigido a personas acusadas, en juicio o cumpliendo una sentencia efectiva. Abarca las medidas no privativas de la libertad.[5]
3. La Resolución 58/183: reconoce que existe violencia contra las mujeres en el sistema de justicia penal. Se insta a los gobiernos, organismos e instituciones a prestar atención a las mujeres en prisión al ser consideradas población vulnerable.[6]
4. La Resolución 61/143: surge en el marco de investigaciones sobre las diferentes formas de violencia contra la mujer. Exhorta a los Estados miembros y al sistema de Naciones Unidas a que se intensifiquen los esfuerzos por eliminar la violencia contra las mujeres.[7]
5. La Resolución 18/1 de la Comisión de Prevención del Delito y Justicia Penal: establece reglas complementarias para el tratamiento de las mujeres que están detenidas o bajo medidas privativas o no privativas de la libertad.[8]

## Países vinculados
El cumplimiento y aplicación de las Reglas de Bangkok, al haber sido aprobadas en la asamblea general de las Naciones Unidas, corresponde a las 193 naciones integrantes de la organización. No se admiten excepciones, debido a que es un modelo mínimo de cumplimiento en el marco del respeto a los derechos humanos, sea cual sea la condición del individuo.

### Aplicación en Perú
Perú, al ser parte de las Naciones Unidas, debe incorporar las Reglas Bangkok dentro de la normativa nacional que establece los parámetros establecidos de los centros penitenciarios. Para ello, se establece la necesidad de elaborar un Plan de Adecuación a las disposiciones de las normas internacionales, que incluyan metas y actividades claras que permitan medir un progreso en la materia.
Este proceso no solo es técnico, sino también político y está sujeto a retrasos y obstáculos dependiendo de las prioridades presupuestarias del gobierno de turno. El INPE precisa que, para sus programas y/o recursos, se invierte entre el 0.10% a 0.20% del PBI anual.

### Aplicación en España
En España el 7% de la población reclusa son mujeres. En 2024, el Estado español se encontraba en fase de realización de diferentes reformas en las instalaciones penitenciarias.

### Aplicación en China
El 19,7% de la población penitenciaria de República Popular China es mujer. No es posible encontrar información respecto a los avances del gobierno en la aplicación de las Reglas Bangkok.

## Actores implicados
A nivel nacional, es estimada la participación de:
| Ministerios competentes (justicia, salud, educación, infraestructura, mujer, y similares) | Legislar en materia de DD. HH. y los centros penitenciarios, con base en la realidad fáctica. | Instituciones nacionales en defensa de los DD. HH. | Velar por el efectivo respeto de los DD. HH., así como la promoción de estos |
| Policía                                                                                   | Salvaguardar la protección a los derechos de las personas reclusas, en el marco del respeto a los Derechos Humanos |                                                    |                                                                              |
| Tribunales, jueces y fiscales (Poder Judicial)                                            | Identificar las lagunas en: políticas, legislaciones, normas, estructuras, relaciones y prácticas actuales sobre el tratamiento de las mujeres y las niñas dentro del sistema de justicia penal, y las posibles razones detrás de dichas lagunas |                                                    |                                                                              |
| Gobiernos locales, departamentales, municipales                                           | Redactar junto con los agentes involucrados, propuestas de reformas nacionales (y/o regionales) |                                                    |                                                                              |
| Organismos/organizaciones independientes/activistas                                       | Solicitar la ayuda de organismos internacionales o regionales, y bilateralmente, para identificar las buenas prácticas existentes y posibles fuentes de apoyo                                                                                    |                                                    |                                                                              |
| Sociedad civil                                                                            | Activismo con las autoridades para establecer políticas públicas a favor de los mismos. |                                                    |                                                                              |
| Sociedad penitenciaria                                                                    | Se espera la participación activa de los diferentes programas para su cuidado, así como para las mejoras de los mismos. |                                                    |                                                                              |

A nivel regional se alude a organismos internacionales como las Naciones Unidas, la Organización de Estados Americanos, el Sistema Interamericano de Derechos Humanos, ONU Mujeres, entre otros.

## Relevancia internacional
La importancia de la adopción de las Reglas Bangkok está en el compromiso adquirido por los Estados vinculados a cumplir unas reglas mínimas de trato a mujeres reclusas.
Por otro lado, el establecimiento de las Reglas Bangkok ha tenido un impacto en la reconfiguración de las normas preestablecidas para la población penitenciaria. Por ejemplo, en 1989 se crearon parámetros mínimos que puedieran responder de forma eficaz a las necesidades y características de la niñez, considerando que un gran porcentaje de la población penitenciaria era madre y/o tenía a su cuidado un menor de edad.
Además, en el año 2000 se publicó la Declaración de Viena sobre el Delito y la Justicia que obliga a los Estados parte a tomar en cuenta los programas y políticas públicas penitenciarias con un enfoque de género inclusivo. Estas han servido de guía en la realización de políticas públicas inclusivas que respondan a las necesidades del género femenino, más allá del estado de gestión, tales como los cuidados correspondientes a la salud menstrual, el tratamiento de las Enfermedades de Transmisión Sexual (ETS), entre otros. De esta manera, se contribuye al objetivo 5 "Igualdad de género" de la lista de Objetivos de Desarrollo Sostenibles (ODS) planteados en la Agenda 2030.
De la misma manera, el Programa Iberoamericano de Acceso a la Justicia reconoce que las Reglas de Bangkok aportan, de forma significativa en el reconocimiento de la vulnerabilidad de las mujeres en estos espacios de reclusión, marcando la pauta a la posibilidad de transformar esta realidad en pro de esta población. Así como, ayuda al reconocimiento de las mujeres y contribuye a la lucha por la protección de los Derechos Humanos.